# Never Alone
Never Alone, auch bekannt unter dem Inupiaq-Titel Kisima Inŋitchuŋa, ist ein Rätsel- und Jump-’n’-Run-Videospiel von Upper One Games, einem zum Stammesrat von Cook Inlet gehörenden Spieleentwickler, und E-Line Media. Im Mittelpunkt der Handlung stehen ein Iñupiat-Mädchen namens Nuna und ihr Begleiter, ein Polarfuchs. Der Spieler muss dabei Rätsel lösen, um die einheimischen Geschichten zu erforschen und die Handlung voranzutreiben. Never Alone wurde am 18. November 2014 für Windows, PlayStation 4 und Xbox One in den USA und Europa sowie am 9. Juli 2015 für die Wii U und am 22. Dezember 2015 für die PlayStation 3 veröffentlicht.

## Handlung
Ein Erzähler berichtet von einer seit Generationen überlieferten Geschichte über einen heftigen Schneesturm in Alaska. Darin geht es um das Mädchen Nuna, das allein ihr Dorf verlassen hat, um herauszufinden, was die Ursache für diesen furchtbaren Schneesturm ist. Als ein Eisbär auftaucht und sie verfolgt, wird sie in letzter Sekunde von einem weißen Polarfuchs gerettet. Dadurch erblüht eine Freundschaft zwischen ihr und dem Fuchs, die zur Folge hat, dass sie von nun an zusammen weiterziehen, um sich den Gefahren des Sturms zu stellen. Dabei treffen sie auf fremde Wesen und helfende Geister, die der Fuchs herbeirufen kann. Zurück in ihrem Dorf muss Nuna feststellen, dass alle Behausungen brennen oder zerstört wurden und alle Bewohner verschwunden sind. Nun liegt es an ihr herauszufinden, was passiert ist.
Auf ihrer Reise begegnet sie dem kleinen Volk, wird von einem Eisbären verfolgt, von einem Wal verschluckt und trifft auf einen bösen Mann, der ihr die Bola entreißen will. Dabei findet sie heraus, dass dieser schreckliche Mann, der sie stetig verfolgt, ihr ganzes Dorf zerstört und die Bewohner vertrieben hat. Durch die heftigen Stürme und die allgegenwärtigen Gefahren wird ihre Suche zu einem Abenteuer, das ihren Mut und ihre Entschlossenheit auf eine harte Probe stellt. Der Mann findet sie und verfolgt sie aufs Neue. Doch sie kann ihn durch eine List unschädlich machen, was sein Ende bedeutet. Nun macht sie sich weiter auf den Weg, um endlich herauszufinden, was die Ursache für den Schneesturm ist. Dabei merkt sie, dass der Sturm immer stärker wird, bis sie schließlich einen riesigen Mann aus Eis entdeckt, den Kunuuksaayuka, der mit einer riesigen Dechsel Eisberge zerschlägt. Dadurch wird durch den Wind viel Schnee und Eis davongetragen, was zu den schrecklichen Schneestürmen führt. Nuna beschließt, den Mann zu erklimmen und ihm die Dechsel wegzunehmen, was ihr auch gelingt. Sie läuft mit ihr davon. Von nun an hat sie einen neuen Verfolger. Der Riese möchte natürlich seine Dechsel wieder zurückhaben und ist ihr nah auf den Fersen, doch Nuna ist schneller.
Zurück in ihrem Dorf holt sie der Riese ein und fordert seine Dechsel von ihr zurück. Nuna schlägt die Klinge auf einen Stein und macht sie dadurch stumpf, damit er nichts mehr damit anfangen kann. Dann wirft sie die Dechsel zu ihm. Kunuuksaayuka freut sich daraufhin und fängt an zu singen und zu tanzen und die Stürme haben aufgehört. Auch Nunas Familie kehrt ins Dorf zurück.

## Spielprinzip
Es ist möglich, das Spiel allein oder zu zweit im Koop-Modus zu steuern. Ein Spieler übernimmt dabei die Steuerung des Fuchses, der andere die von Nuna. Spielt man allein, kann man zwischen beiden Charakteren umschalten und muss so die verschiedenen Fähigkeiten nutzen, um weiter voranzukommen. Wie bei vielen Jump-’n’-Run-Spielen üblich muss der Spieler mit Nuna Kisten verschieben, Rätsel lösen oder mit besonderen Fähigkeiten Gegenstände wie Eis zerstören. In vielen Abschnitten ist ein Weiterkommen nur möglich, wenn man die Fähigkeiten des Fuchses einsetzt, zum Beispiel das Herbeirufen der Geister oder das Erklimmen höherer Hindernisse, die Nuna nicht allein bewältigen kann.
Durch das Weiterkommen im Spiel werden besondere filmische Dokumentationen wie Interviews und Landschaftsaufnahmen über Alaska, die Ureinwohner Iñupiat und deren Mythen freigeschaltet, die den Spieler die Geschichten und Überlieferungen des Volkes näherbringen und erklären sollen. Daher wurde sehr viel Wert auf die Zusammenarbeit mit den Ureinwohnern gelegt, um die Authentizität zu gewährleisten.

## Zusätzliche Download-Inhalte
Am 16. Juli 2015 gaben die Entwickler die Veröffentlichung einer ersten zusätzlichen Download-Erweiterung mit dem Titel Never Alone: Foxtales bekannt. Darin wird eine weitere Geschichte um die Charaktere Nuna und den Fuchs des Hauptspiels erzählt, die auf einer Erzählung mit dem Titel Two Coastal Brothers basiert. Die Erweiterung wurde weltweit am 28. Juli 2015 für den PC, PlayStation 4 und Xbox One veröffentlicht.

## Rezeption
Carsten Görig von Spiegel Online schreibt:

„Never Alone ist aber nicht nur deshalb spielenswert, weil es im Kern ein gutes Spiel ist. Es ist zudem ein wunderbar gelungener Versuch, eine kleine, sehr eigene Kultur in einem Spiel darzustellen. Den Iñupiat Raum zu geben, ihr Leben und ihre Geschichte in ein neues Medium zu transportieren. Nicht nur durch die kurzen Hintergrundfilme, in der Iñupiat die einzelnen Stellen des Spieles und der Geschichte erklären und die das Spiel mit einem Dokumentarfilm verquicken. Sondern auch durch das Spielprinzip selbst, das Kälte, Eis und Schnee erfahrbar, Gefahren durch Feinde greifbar machen kann. Und damit auch zeigt, dass Spiele ebenso Geschichten erzählen können wie früher der Erzähler am Lagerfeuer.“

Eike Cramer von 4Players schreibt:

„Never Alone erzählt in stimmungsvollen Bildern die warmherzige Geschichte von Kunuuksaayuka. Auch wenn die Spielmechanik mitunter etwas träge reagiert und die Begleiter-KI mit nervigen Aussetzern auffällt, wäre das Spiel schon für sich alleine eine schöne Erfahrung. Gleichzeitig bietet Upper One Games aber einen seltenen Einblick in die faszinierende Kultur und Mythen der Ureinwohner Alaskas, deren Lebensraum und traditionelles Zusammenleben durch den Klimawandel stark bedroht sind. Fast jedes Spielelement ist mit den Sagen und Traditionen der Iñupiat verknüpft und man hat das Gefühl durch ein lebendiges Stück der mythischen Welt Alaskas zu streifen – gerade weil die hochwertige Videodokumentation jederzeit einen Bezug zu den realen Bewohnern der Region bietet. So gelingt Kisima Ingitchuna trotz kleinerer spielerischer Abstriche eine durchweg gelungene Verbindung von Dokumentation und Videospiel.“